# Pikeville (Tennessee)
Pikeville è un comune degli Stati Uniti d'America, situato nello Stato del Tennessee, nella Contea di Bledsoe, della quale è il capoluogo.